# 14968 Kubáček
14968 Kubáček è un asteroide della fascia principale. Scoperto nel 1997, presenta un'orbita caratterizzata da un semiasse maggiore pari a 2,5661101 UA e da un'eccentricità di 0,0975197, inclinata di 5,44082° rispetto all'eclittica.